# Uthiramerur
Uthiramerur (o Uttiramerur, Uttaramerur, Uthiramepur) è una suddivisione dell'India, classificata come town panchayat, di 23.653 abitanti, situata nel distretto di Kanchipuram, nello stato federato del Tamil Nadu. In base al numero di abitanti la città rientra nella classe III (da 20.000 a 49.999 persone).

## Geografia fisica
La città è situata a 12° 35' 60 N e 79° 46' 0 E e ha un'altitudine di 55 m s.l.m..

## Società

### Evoluzione demografica
Al censimento del 2001 la popolazione di Uthiramerur assommava a 23.653 persone, delle quali 11.889 maschi e 11.764 femmine. I bambini di età inferiore o uguale ai sei anni assommavano a 2.492, dei quali 1.274 maschi e 1.218 femmine. Infine, coloro che erano in grado di saper almeno leggere e scrivere erano 15.909, dei quali 8.990 maschi e 6.919 femmine.